# ロキシー・デヴィル

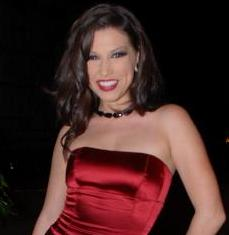
ロキシー・デヴィル

ロキシー・デヴィル（Roxy DeVille、 1982年11月8日 - ）は、アメリカ合衆国のポルノ女優。インディアナ州出身。